# Geschlechtsspezifische Verfolgung
Im Völkerrecht und in nationalen Asylrechtssystemen ist geschlechtsspezifische Verfolgung ein Überbegriff für die verschiedenen Gründe für einen Antrag auf Anerkennung der Flüchtlingseigenschaft, für die das Geschlecht eine maßgebliche Rolle spielt.
Diese Definition der geschlechtsspezifischen Verfolgung ist festgelegt in den Richtlinien zur geschlechtsspezifischen Verfolgung, die das Hochkommissariat der Vereinten Nationen für Flüchtlinge (UNHCR) 2002 in Wahrnehmung seines Mandats erließ. Zu diesen Gründen lassen sich sowohl Formen sexueller Gewalt wie auch bestimmte Formen der Diskriminierung auf Basis des Geschlechts oder der sexuellen Orientierung zählen. Dazu gehören etwa Ehrenmord, Zwangsabtreibung, Zwangsheirat, Zwangssterilisierung und Zwangsverstümmelungen wie die weibliche Genitalverstümmelung, unter Umständen auch häusliche Gewalt.
Diskriminierung als solche zählt allgemein gesprochen nicht zu den Verfolgungsgründen, sehr wohl aber zählt eine systematisch betriebene Diskriminierung oder Benachteiligung mit kumulativer Wirkung hierzu, etwa „wenn die Diskriminierungsmaßnahmen Konsequenzen mit sich bringen, welche die betroffene Person in hohem Maße benachteiligen, z. B. eine erhebliche Einschränkung ihres Rechts, ihren Lebensunterhalt selbst zu verdienen, des Rechts auf Religionsausübung oder des Zugangs zu verfügbaren Bildungseinrichtungen.“
Geschlechtsspezifische Verfolgung kann sowohl durch Frauen als auch durch Männer geltend gemacht werden. Faktisch sind es jedoch mehr Frauen als Männer, wobei die Bezugnahme auf „Frauen“ hier auch Mädchen einschließt.

## Europäische Union
In der Qualifikationsrichtlinie (sowohl in Richtlinie 2011/95/EU als auch in ihrer Vorgängerrichtlinie 2004/83/EG) sind in Artikel 9 (2) f) „Handlungen, die an die Geschlechtsgehörigkeit anknüpfen“ ausdrücklich als Verfolgungshandlungen genannt.
Zusätzlich ist in den Erwägungen zur Richtlinie 2011/95/EU festgehalten:
Es ist ebenso notwendig, einen gemeinsamen Ansatz für den Verfolgungsgrund „Zugehörigkeit zu einer bestimmten sozialen Gruppe“ zu entwickeln. Bei der Definition einer bestimmten sozialen Gruppe sind die Aspekte im Zusammenhang mit dem Geschlecht des Antragstellers, einschließlich seiner geschlechtlichen Identität und sexuellen Orientierung, die mit bestimmten Rechtstraditionen und Bräuchen im Zusammenhang stehen können, wie z. B. Genitalverstümmelungen, Zwangssterilisationen oder erzwungene Schwangerschaftsabbrüche, angemessen zu berücksichtigen, soweit sie in Verbindung mit der begründeten Furcht des Antragstellers vor Verfolgung stehen.
Entsprechend legt Artikel 10 (1) d) der Richtlinie 2011/95/EU fest, dass geschlechtsbezogene Aspekte bei der Prüfung von Verfolgungsgründen angemessen berücksichtigt werden müssen. In der Vorgängerrichtlinie 2004/83/EG war diese Berücksichtigung optional: „geschlechterbezogene Aspekte können berücksichtigt werden, rechtfertigen aber für sich allein genommen noch nicht die Annahme, dass dieser Artikel anwendbar ist.“

## Deutschland
In Deutschland ist seit Inkrafttreten des Zuwanderungsgesetzes am 1. Januar 2005 auch die nichtstaatliche und die geschlechtsspezifische Verfolgung ein anerkannter Asylgrund. Das mit Artikel 1 des Zuwanderungsgesetzes neu eingeführte Aufenthaltsgesetz regelt den Aufenthalt von Drittstaatsangehörigen. Der § 60 Abs. 1 AufenthG, der in Anlehnung an den Grundsatz der Nichtzurückweisung in bestimmten Umständen die Abschiebung ausschließt, erkennt ausdrücklich die geschlechtsspezifische Verfolgung an: „Eine Verfolgung wegen der Zugehörigkeit zu einer bestimmten sozialen Gruppe kann auch dann vorliegen, wenn die Bedrohung des Lebens, der körperlichen Unversehrtheit oder der Freiheit allein an das Geschlecht anknüpft.“ Das heißt, eine Anerkennung als Flüchtling kann geschehen, wenn in Anwendung der Genfer Flüchtlingskonvention eine drohende Verfolgungsgefahr festgestellt wird, die allein an das Geschlecht anknüpft. Im nächsten Satz wird jedoch die Anwendbarkeit des Begriffs der Verfolgung eingeschränkt; so handelt es sich insbesondere dann nicht um Verfolgung im Sinne des § 60 Abs. 1 AufenthG, wenn der Staat oder eine internationale Organisation willens und fähig ist, Schutz zu bieten, oder wenn eine innerstaatliche Fluchtalternative besteht.

## Schweiz
Art. 3 Asylgesetz, der den Flüchtlingsbegriff definiert, legt fest: „Den frauenspezifischen Fluchtgründen ist Rechnung zu tragen.“ Das Asylgesetz kennt jedoch keine geschlechtsspezifische Verfolgung an sich, welche etwa eine an die sexuelle Orientierung angeknüpfte Verfolgung einbeziehen würde.

## Internationale Übereinkommen

Blau:Ratifiziert. Rot:Unterzeichnet

Die Istanbulkonvention verpflichtet in Artikel 59 bis 61 die Unterzeichnerstaaten, geschlechtsspezifische Gewalt als eine Form von geschlechtsbezogener Verfolgung anzuerkennen und für eine geschlechtersensible Interpretation bei der Bestimmung des Flüchtlingsstatus Sorge zu tragen. Dieses Übereinkommen des Europarats wurde mit Ausnahme von Aserbaidschan und der Russischen Föderation von allen Staaten des Europarats unterzeichnet, aber teilweise noch nicht ratifiziert (Stand: Januar 2019).

## Beispiele
- Im Fall Kasinga 1996 ging es um eine junge Frau aus Togo die in den USA um Asyl bat, um der drohenden Zwangsheirat und Genitalbeschneidung zu entgehen.